# نهر طابق
نهر طابق بن الصمية،
هو أحد أنهار بغداد القديمة تقع عليه محلة بالجانب الغربي من بغداد تسمى محلة نهر الطابق، قرب نهر القلائين، وانما هو نهر بابك منسوب إلى بابك بن بهرام بن بابك، وهو قديم، وبابك هو الذي اتخذ العقد الذي عليه قصر عيسى بن علي، واحتفر هذ النهر ومأخذه من نهر كرخايا، ويصب في نهر عيسى عند دار البطيخ، وفي سنة 884 ه‍، احرقت محلة نهر طابق وصارت تلولاً، لفتنة كانت بينهم وبين محلة باب الأرحاء.عندما بنى أبو جعفر المنصور مدينته المدورة، جر لأهل الكرخ أربعة انهر، يقال لأحدهما نهر الدجاج، وللثاني نهر القلائين، وللثالث نهر طابق، وللرابع نهر البزازين. والمؤرخ اليعقوبي في نسخة قديمة سماه نهر طابق بن الصميد.
وذكره الشاعر الرصافي، في قصيدته، مَن مُبلغ المنصور عن بغداد، حيث قال: